# Козловский, Кацпер
Кацпер Козловский (пол. Kacper Kozłowski; род. 7 декабря 1986, Ольштын, Польша) — польский легкоатлет, специализирующийся в беге на 400 метров. Бронзовый призёр чемпионата мира 2007 года в эстафете 4×400 метров. Призёр чемпионатов Европы в эстафете 4×400 метров. Участник летних Олимпийских игр 2008, 2012 и 2016 годов.

## Биография
Начал заниматься лёгкой атлетикой в родном Ольштыне под руководством Анджея Сенницкого.
Выступал на юниорском чемпионате Европы, где занял четвёртое место в беге на 400 метров и выиграл бронзу в эстафете 4×400 м.
В марте 2007 года его тренер, Анджей Сенницкий, скончался, и Кацпер стал тренироваться у его вдовы Зофии и своего отца, Збигнева Козловского. Несмотря на эту потерю, в летнем сезоне 2007 года ему удалось добиться серьёзного прогресса. Он стал призёром молодёжного первенства Европы в беге на 400 метров (бронза) и в эстафете 4×400 м (серебро). Занял третье место на чемпионате страны и попал в сборную на чемпионат мира в японской Осаке. На дебютном мировом первенстве бежал в финале заключительный этап эстафеты 4×400 метров и принёс команде бронзовую медаль.
Олимпийские игры 2008 года провёл в качестве запасного: на отборочном чемпионате Польши был только пятым и не участвовал ни в предварительных забегах, ни в финале эстафеты.
Установил личный рекорд 45,24 в полуфинале чемпионата Европы 2010 года, но в финале выступил значительно хуже и занял только восьмое место.
В эстафете 4×400 метров представлял Польшу на чемпионатах мира 2009 (5-е место), 2011 и 2013 годов (без выхода в финал). В предварительных забегах на Олимпийских играх 2012 года с командой стал девятым, проиграв всего 0,24 секунды в борьбе за решающий забег.
На чемпионате Европы 2014 года стал серебряным призёром в эстафете, а спустя два года повторил этот успех на континентальном первенстве.
Был членом сборной Польши на Олимпийских играх в Рио-де-Жанейро, но, как и восемью годами ранее, провёл их в качестве запасного.
Закончил Варминьско-Мазурский университет с дипломом в области биоинженерии. Является военнослужащим Военно-морских сил Польши (звание — старший матрос).

## Основные результаты
| Год  | Турнир                          | Место проведения          | Дисциплина       | Место       | Результат |
| ---- | ------------------------------- | ------------------------- | ---------------- | ----------- | --------- |
| 2005 | Чемпионат Европы среди юниоров  | Каунас, Литва             | 400 м            | 4-е         | 46,87     |
| 2005 | Чемпионат Европы среди юниоров  | Каунас, Литва             | эстафета 4×400 м | 3-е         | 3.09,75   |
| 2007 | Чемпионат Европы среди молодёжи | Дебрецен, Венгрия         | 400 м            | 3-е         | 45,86     |
| 2007 | Чемпионат Европы среди молодёжи | Дебрецен, Венгрия         | эстафета 4×400 м | 2-е         | 3.04,76   |
| 2007 | Чемпионат мира                  | Осака, Япония             | эстафета 4×400 м | 3-е         | 3.00,05   |
| 2009 | Командный чемпионат Европы      | Лейрия, Португалия        | эстафета 4×400 м | 4-е         | 3.03,54   |
| 2009 | Универсиада                     | Белград, Сербия           | 400 м            | 4-е         | 46,27     |
| 2009 | Универсиада                     | Белград, Сербия           | эстафета 4×400 м | 2-е         | 3.05,69   |
| 2009 | Чемпионат мира                  | Берлин, Германия          | эстафета 4×400 м | 5-е         | 3.02,23   |
| 2010 | Командный чемпионат Европы      | Берген, Норвегия          | эстафета 4×400 м | 5-е         | 3.04,52   |
| 2010 | Чемпионат Европы                | Барселона, Испания        | 400 м            | 8-е         | 46,07     |
| 2010 | Чемпионат Европы                | Барселона, Испания        | эстафета 4×400 м | 5-е         | 3.03,42   |
| 2011 | Чемпионат мира                  | Тэгу, Южная Корея         | эстафета 4×400 м | 11-е (заб.) | 3.01,84   |
| 2012 | Чемпионат Европы                | Хельсинки, Финляндия      | 400 м            | 13-е (1/2)  | 46,54     |
| 2012 | Чемпионат Европы                | Хельсинки, Финляндия      | эстафета 4×400 м | 4-е         | 3.02,37   |
| 2012 | Олимпийские игры                | Лондон, Великобритания    | эстафета 4×400 м | 9-е (заб.)  | 3.02,86   |
| 2013 | Командный чемпионат Европы      | Гейтсхед, Великобритания  | 400 м            | 4-е         | 46,52     |
| 2013 | Командный чемпионат Европы      | Гейтсхед, Великобритания  | эстафета 4×400 м | 3-е         | 3.06,18   |
| 2013 | Чемпионат мира                  | Москва, Россия            | эстафета 4×400 м | 7-е (заб.)  | 3.01,73   |
| 2014 | Чемпионат мира в помещении      | Сопот, Польша             | эстафета 4×400 м | 4-е         | 3.04,39   |
| 2014 | Чемпионат мира по эстафетам     | Нассау, Багамские Острова | эстафета 4×400 м | 19-е (заб.) | 3.05,16   |
| 2014 | Чемпионат Европы                | Цюрих, Швейцария          | эстафета 4×400 м | 2-е         | 2.59,85   |
| 2015 | Чемпионат мира по эстафетам     | Нассау, Багамские Острова | эстафета 4×400 м | 9-е         | 3.03,23   |
| 2015 | Командный чемпионат Европы      | Чебоксары, Россия         | 400 м            | 10-е        | 46,92     |
| 2016 | Чемпионат Европы                | Амстердам, Нидерланды     | эстафета 4×400 м | 2-е         | 3.01,18   |